# 国連大学高等研究所
国連大学高等研究所（英語: United Nations University Institute of Advanced Studies, UNU-IAS）は、2014年まで神奈川県横浜市にあった、国際連合のシンクタンクとして地球規模課題解決のための研究・人材育成・知識の普及活動を行う国際連合大学（国連大学）に属する研究機関である。

## 概要
UNU-IASは2004年（平成16年）に東京の国連大学本部から移転し、2014年まで神奈川県横浜市を拠点としていた。
石川県金沢市にいしかわ・かなざわオペレーティング・ユニット(UNU-IAS OUIK)、オーストラリア・ダーウィンに伝統知識研究所（UNU-IAS TKI）をそれぞれ置いている。
UNU-IASは、国連大学の一研究機関として、国連大学憲章ならびに国連大学の原則および方針に則って運営されている。
科学技術の進歩とその社会への影響、多国間体制とガバナンス、都市化、人間的価値と倫理の考察に関する持続可能な開発を研究テーマとしている。

## 本部所在地
神奈川県横浜市西区みなとみらい1-1-1 パシフィコ横浜内 横浜国際協力センター6F。

## 沿革
- 2014年1月1日 - 国連大学高等研究所と国連大学サステイナビリティと平和研究所が統合し、国連大学サステイナビリティ高等研究所が設立される[1]。